# America (roman)
America (în germană: Amerika) este un roman neterminat scris de Franz Kafka între anii 1911 și 1914, dar publicat postum de Max Brod în 1927. Conform manuscriselor, jurnalelor și scrisorilor lui Kafka, romanul ar fi trebuit să se numească Dispărutul (în germană Der Verschollene). Cele două titluri funcționează astăzi alternativ. Romanul începea inițial ca o povestire intitulată Fochistul. Kafka a încorporat și mai multe detalii ale experiențelor trăite de rudele sale care au emigrat în Statele Unite.
Personajul principal este Karl Rossmann, un tânăr german de șaisprezece ani care a emigrat în Statele Unite la insistențele părinților, după ce a sedus (sau a fost sedus de) o servitoare. Când a scris America, Franz Kafka a fost puternic influențat de romanul David Copperfield al lui Charles Dickens, așa cum va recunoaște în jurnal la 17 octombrie 1917. Primul capitol al romanului, singurul publicat antum (în 1913), Fochistul, ar fi trebuit inclus, conform scriitorului, alături de alte două lucrări care tratează tema relațiilor încordate dintre tată și fiu (Verdictul și Metamorfoza) într-un volum intitulat Fiii (Die Söhne). 
Romanul America are însă o paletă de teme mai bogată: este o critică a capitalismului și un studiu al conflictului dintre angajat și „exploatator” (mulți l-au interpretat în cheie marxistă), dar și o comedie picarescă, un imbroglio tragicomic în care inocentul și neinițiatul Karl Rossmann se lasă antrenat de personaje meschine și abrutizate.